# Erechtia sallaei
Erechtia sallaei är en insektsart som beskrevs av Fowler. Erechtia sallaei ingår i släktet Erechtia och familjen hornstritar. Inga underarter finns listade i Catalogue of Life.